# Одна прекрасна неділя
«Одна прекрасна неділя» (яп. 素晴らしき日曜日) — художній фільм, знятий в Японії у 1947 році. Одним з авторів сценарію і режисером став Куросава Акіра.
Фільм отримав премію Майніті в номінаціях «Найкраща режисура» та «Найкращий сценарій» в 1948 році.

## Сюжет
Юзо та його наречена Масако проводять неділю, намагаючись розважитись на 35 йєн, У них стається чимало пригод, але оптимізм Масако та віра у майбутнє допомагають Юзо піднятися з депресії.

## У головних ролях
- Імасако Нумасакі — Юзо
- Чіко Накакіта — Масако
- Атсуші Ватанабе — Ямамото
- Зеко Накамура — власник магазину